# Azima tetracantha
Azima tetracantha es una especie de planta ornamental de la familia  Salvadoraceae. Se encuentra en África y Madagascar.

## Descripción
Es un arbusto siempreverde espinoso y dioico,  muy ramificado y enmarañado, que alcanza un tamaño de 0,5-3 m de altura; tiene espinas axilares, a la par, de 4 cm de largo, el tallo es verde pálido, glabro con las ramas ± ángulares, a menudo arqueadas o escandentes. Varía considerablemente a lo largo de su amplia gama, pero es distintivo: la longitud de las inflorescencias, con las flores simples ramificadas, es decir, pueden estar solitarias, en parejas, glomérulos o cimas, también es variable en la forma de las hojas, las plantas masculinas pueden ser más o menos espinosas.

## Hábitat
Se encuentra en los bordes de manglares, dunas, cerca del mar en matorrales costeros, no lejos de la marea alta, entre el matorral en el suelo erosionado, y sobre todo en suelos salinos o alcalinos cerca de los lagos y los ríos estacionales; y lugares montañosos marítimos, a una altitud de 0-1740 metros.

## Distribución
Se distribuye por Namibia, Sudáfrica, Suazilandia, Madagascar, Aldabra, Comores, Mascareñas (en Mauricio, recientemente introducida), Arabia (Omán, Yemen), India, Sri Lanka y Filipinas.

## Propiedades

Friedelin

Azima tetracantha contiene el principio activo Friedelin.

## Taxonomía
Azima tetracantha fue descrita por Jean-Baptiste Lamarck y publicado en Encyclopédie Méthodique, Botanique 1: 343, en el año 1783.
Sinonimia
- Azima nova J.F.Gmel.
- Azima spinosissima Engl.
- Azima tetracantha var. laxior C.H.Wright
- Azima tetracantha var. pubescens H.Perrier
- Fagonia montana Miq.
- Kandena spinosa Raf.
- Monetia barlerioides L'Hér.
- Monetia tetracantha Salisb.[4]